# The Kite Runner
 The Kite Runner és una pel·lícula estatunidenca del suís Marc Forster estrenada el 2007.
És una adaptació de la novel·la homònima de Khaled Hosseini, Els estels de Kabul.
La pel·lícula és interpretada en persa (dari), i subtitulada en anglès. Ha estat filmat a Kaixgar a la Xina, per la impossibilitat de rodar-la a l'Afganistan.

## Argument
Aquesta pel·lícula ens explica la vida d'Amir, un jove escriptor afgà, que recorda la seva infantesa a partir d'una trucada del soci del seu pare, i la relació que tenia amb qui va ser el seu millor amic, Hassan, fill del seu servent. Recorda com feien volar la cometa que va rebre Hassan pel seu aniversari, com s'ho passaven bé i, en contraposició, com es van anar separant progressivament a causa de la marginació dels hazara, ètnia d'en Hassan, i dels abusos que sofria per aquest motiu. A partir d'aquesta separació, Amir va començar a odiar a qui havia estat el seu amic, fins al punt que el servent es veié amb l'obligació de marxar amb en Hassan, en contra de l'opinió del Baba, el pare d'Amir. Ells dos, arran de la invasió comunista del seu país es van veure obligats a abandonar-ho tot i marxar als Estats Units, a Califòrnia, on ambdós van formar una nova vida.
A Califòrnia va estar treballant al mercat amb el seu pare, on va conèixer qui havia de ser el seu sogre, el general Taheri. La seva filla Soraya va fascinar ràpidament Amir, pel que, després de conèixer-se millor, es van acabar casant. El seu matrimoni va ser el principal factor explotador de la faceta escriptora d'Amir, ja que aquest era el seu somni d'infantesa, només valorat pel soci del seu pare, Rahim Khan. Poc més tard, el pare d'Amir morí per un càncer de pulmons.
Ja en el present, quan Amir rep la trucada de Rahim Khan, aquest últim li demana que el vagi a veure a Pakistan, on li explica el passat immediat i el present de la seva terra, Afganistan, d'ençà que tant Amir com el seu pare van marxar. Així, Amir és assabentat de fets reveladors: Hassan era el seu germà, ja que el seu pare mantenia relacions amb la dona del seu servent; Afganistan estava sota domini talibà, un grup radical islamista; i Hassan era actualment mort, i el seu fill era presoner dels talibans. És així com Amir decideix rescatar-lo.
Amb penes i treballs aconsegueix entrar al país, arruïnat i destrossat, però és capaç d'arribar a la base dels talibans i trobar Sohrab, el fill de Hassan, esclau d'un vell conegut, Assif, qui en la seva joventut havia violat Hassan, igual que ho feia en aquell moment amb el seu fill, Sohrab. Després de lluitar Amir amb Assif, i gràcies a l'ajuda de Sohrab, aquest últim i Amir escapen del país per a tornar als Estats Units.
Sohrab, al principi, sent por que Assif el busqui per a tornar-lo a abusar sexualment, però amb el temps, i sobretot fent volar cometes, agafa confiança mútua amb el matrimoni format per Amir i Soraya, que l'adopta com si fos el seu fill.

## Repartiment
- Khalid Abdalla
- Zekeria Ebrahimi
- Homayoun Ershadi
- Ahmad Mahmidzada

## Nominacions
- Oscar a la millor banda sonora 2008 per Alberto Iglesias
- BAFTA a la millor pel·lícula en llengua no anglesa 2008
- BAFTA a la millor música per Alberto Iglesias
- BAFTA al millor guió adaptat per David Benioff
- Globus d'Or a la millor pel·lícula estrangera 2008
- Globus d'Or a la millor banda sonora original per Alberto Iglesias